# الكربون العضوي الذائب

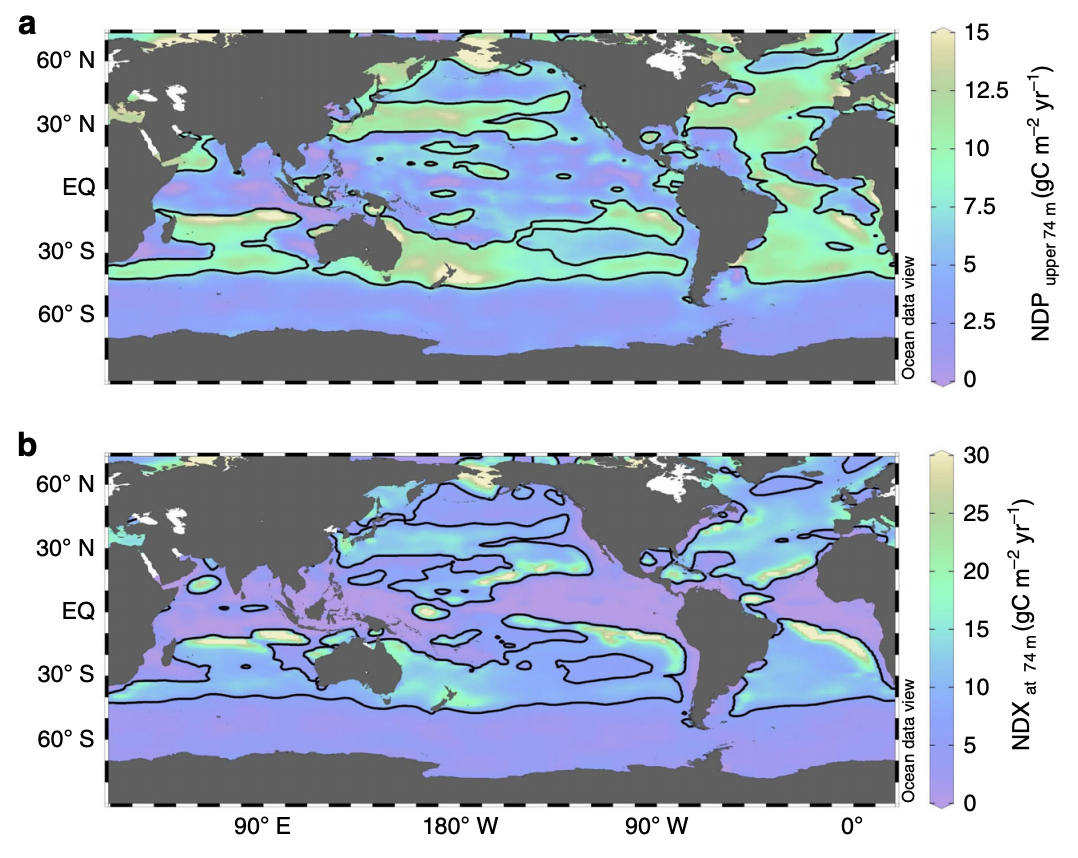
صافي إنتاج وتصدير الكربون العضوي الذائب في المحيط
صافي إنتاج الكربون العضوي الذائب (DOC) في أعلى ٧٤ مترًا وصافي تصديره تحت هذا العمق. في حالة التوازن، يتساوى مجموع الإنتاج والصادرات عالميًا (٢٫٣١ ± ٠٫٦٠ بيتاغرام كربون/سنة).

الكربون العضوي الذائب ( Dissolved organic carbon ) هو جزء من الكربون العضوي (Organic Carbon) يُعرف تشغيليًا بأنه المادة العضوية القادرة على المرور عبر مرشح مسام بحجم 0.22–0.7 ميكرومتر. الجزء المتبقي على المرشح يسمى الكربون العضوي الجزئي (Particulate Organic Carbon).
يُستخدم مصطلح المادة العضوية الذائبة (Dissolved Organic Matter) أحيانًا بالتبادل مع الكربون العضوي الذائب (Dissolved organic carbon) . الأول يعبر عن الكتلة الكلية للمركب بما فيها العناصر الأخرى كالنيتروجين والأكسجين والهيدروجين، بينما الثاني يختص بكتلة الكربون وحدها.
ومن المعروف أن كمية المادة العضوية الذائبة تعادل تقريباً ضعفي كمية الكربون العضوي الذائب. كثير من الصفات التي تنطبق على الكربون العضوي الذائب تنطبق بالمثل على المادة العضوية الذائبة، والعكس صحيح.
يتواجد هذا المركب بكثرة في النظم البيئية البحرية والمياه العذبة، إذ يشكل ما يقرب 20% من إجمالي الكربون العضوي العالمي، وهو يضاهي في حجمه كمية الكربون الجوي. تنشأ هذه المادة داخلياً من النباتات المائية والطحالب أو خارجياً من التربة والنباتات البرية، ثم تنجرف عبر مياه الأنهار والبحيرات إلى المحيطات. وتلعب مخزونات الكربون العضوي الذائب دوراً محورياً على واجهة التفاعل بين العوالم الكيميائية والبيولوجية في المحيطات، حيث تغذي شبكات الغذاء البحرية وتدعم دورة الكربون الكوكبية.

## نظرة عامة

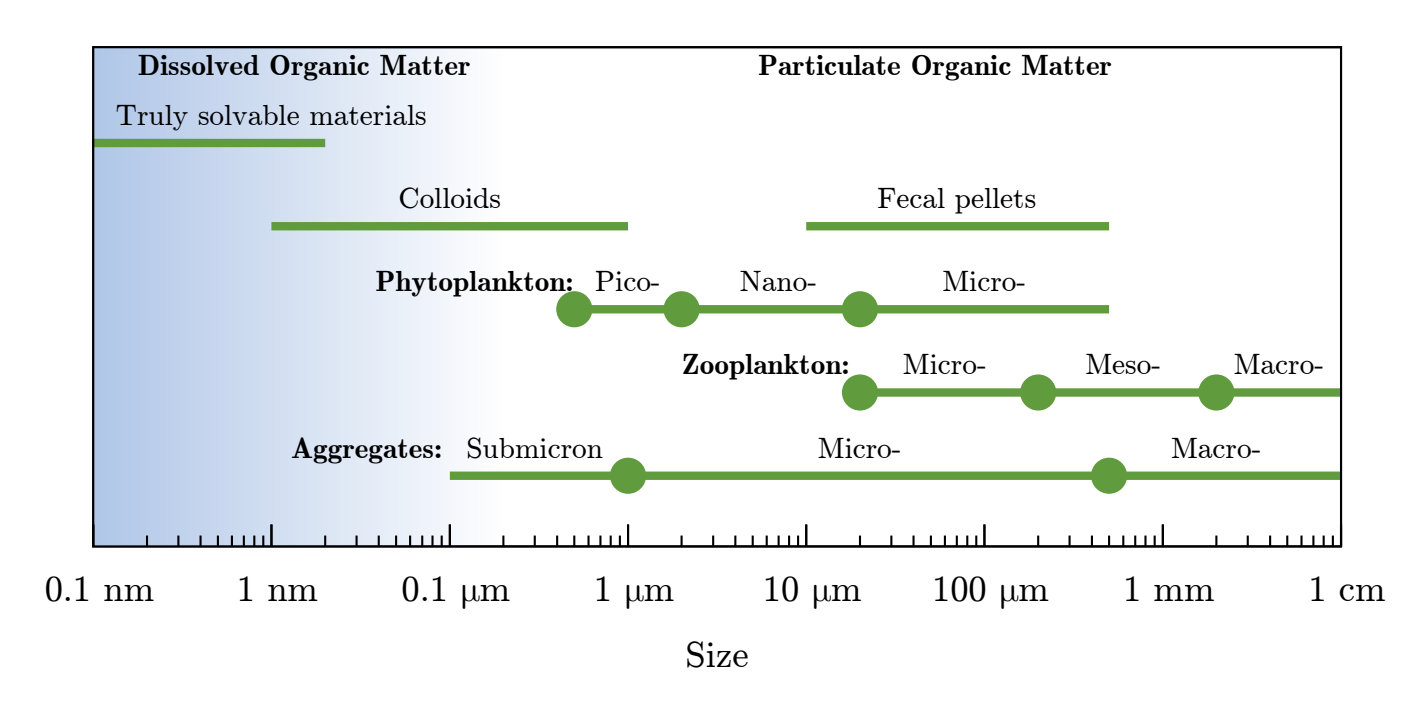
حجم وتصنيف الجسيمات البحرية
مقتبس عن Simon et al., 2002.

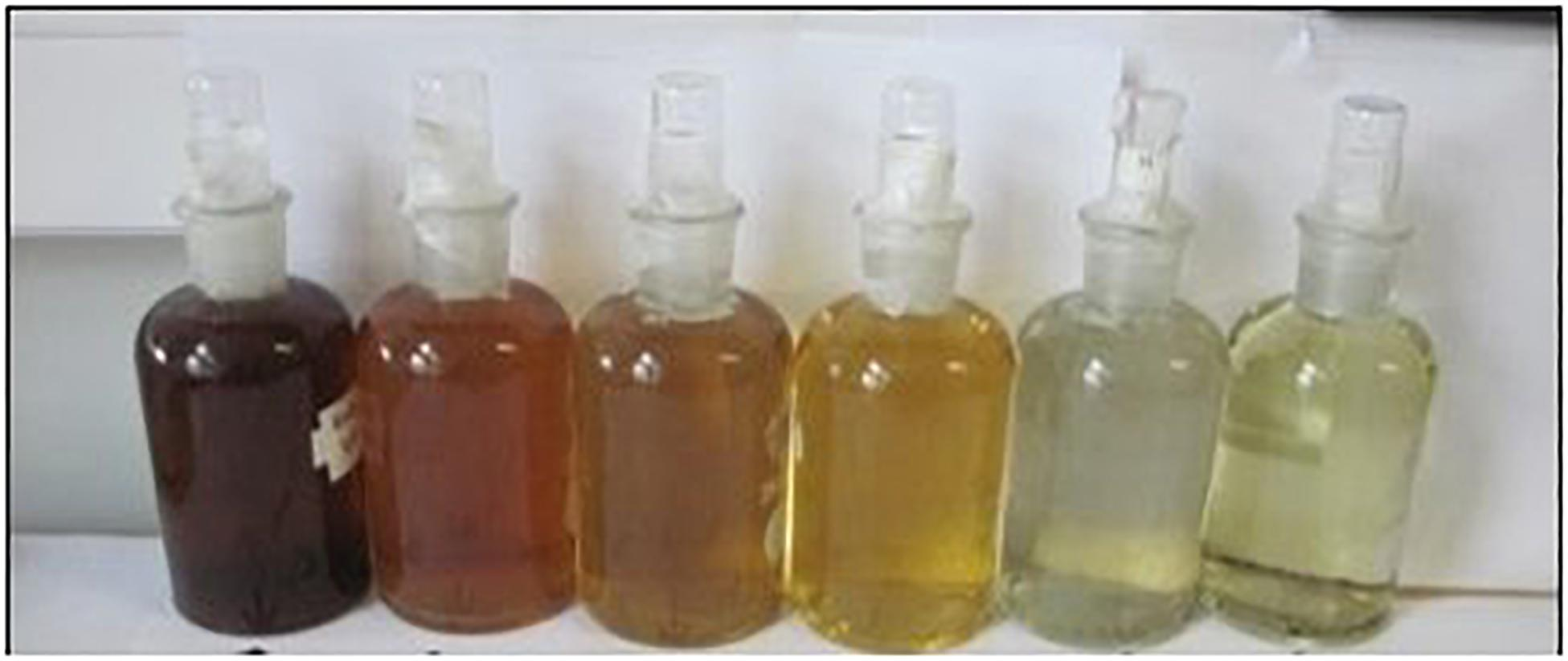
اختلاف لون المادة العضوية الذائبة المصفاة من المياه الساحلية عيّنات من المياه البحرية الساحلية المصفاة (0.2 ميكرومتر) جُمعت من مواقع مختلفة حول المملكة المتحدة؛ يعود اختلاف اللون بين البني الداكن والقريب من الشفافية إلى نسب مساهمة الكربون المنحدر من التربة في الماء.

يُعد الكربون العضوي الذائب (Dissolved Organic Carbon) مادة غذائية أساسية تدعم نمو الكائنات الدقيقة، ويلعب دورًا حيويًا في دورة الكربون العالمية عبر ما يُعرف بـ«الحلقة الميكروبية». وفي بعض المستوطنات الحية التي لا تتغذى بالطرق التقليدية، قد تكون المادة العضوية الذائبة المصدر الوحيد للطعام.

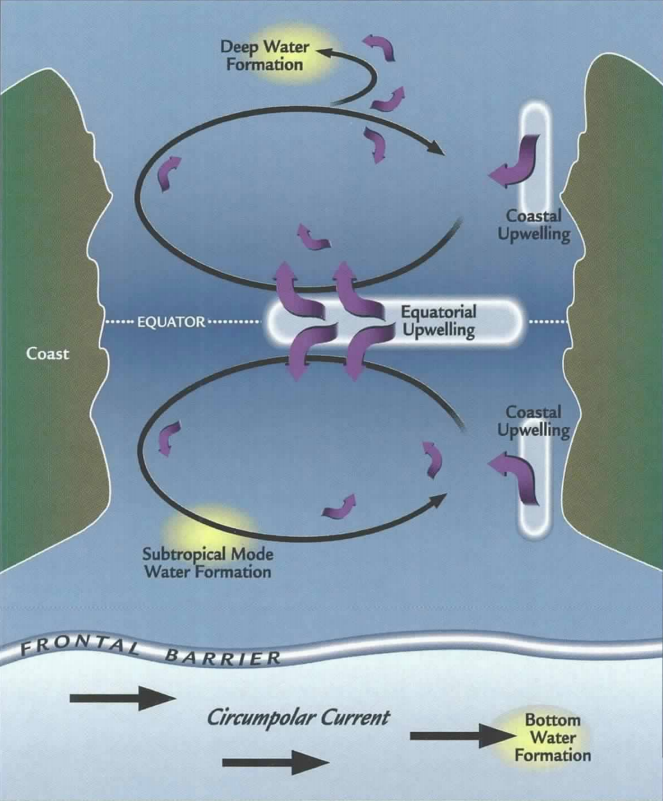
إنتاج، نقل وتصدير صافي الكربون العضوي الذائب في المحيط يُنتج الكربون العضوي الذائب بكثرة في المناطق الساحلية ومناطق تصاعد المياه الاستوائية، وينتقل بفعل دوران الرياح السطحي. يتم تصديره عند توفر كميات كبيرة خلال تقليب الأعمدة المائية، بينما يكون التصدير ضعيفًا في مناطق مثل القطب الجنوبي بسبب التيارات القطبية.

يُعتبر الكربون العضوي الذائب مؤشرًا لتحميل المادة العضوية في الجداول والأنهار، كما يساهم في معالجة المادة العضوية في التربة والغابات والأراضي الرطبة. وتحتوي المياه السطحية الجارية في الأحواض غير المضطربة على تركيزات أساسية من الكربون العضوي الذائب تتراوح عادة بين 1 و20 ملغم/لتر. وتتفاوت هذه القيم بشكل كبير بين النظم البيئية؛ ففي مستنقعات الأدغال (Everglades) قد تصل إلى أعلى المستويات، فيما تقل إلى أدنى مستوياتها في مناطق وسط المحيطات. وعلى الرغم من أنّ الزيادة الشديدة قد تدلّ على تأثيرات بشرية، ينتج معظم الكربون العضوي الذائب بصورة طبيعية.
الجزء القابل للتحلل من الكربون العضوي الذائب (Biodegradable Dissolved Organic Carbon) يتكون من الجزيئات العضوية القابلة لاستخدام البكتيريا الheterotrophic كمصدر للطاقة والكربون. ويشكل هذا الجزء مقدّمات لمركبات ناتجة عن التعقيم في مياه الشرب، كما يساهم في إعادة النمو البيولوجي غير المرغوب فيه داخل شبكات التوزيع.
الجزء المذاب من إجمالي الكربون العضوي (Total Organic Carbon) يُعرَف تشغيليًا بالمادة العابرة لفلاتر بقطر مسام 0.45 ميكرومتر، وإن استُخدمت أحيانًا فلاتر أدق بقطر 0.22 ميكرومتر لإزالة الجسيمات الغروانية الأكبر.
في الكيمياء البحرية، يُعتمد التطرية بفلتر الألياف الزجاجية من نوع GF/F (Nominal pore size 0.6–0.8 µm) لتعريف الجزء المذاب، ثم يُحلل الكربون العضوي باستخدام تقنية الأكسدة الحفزية عند درجات حرارة عالية.

## الكربون العضوي المذاب المقاوم للتحلل

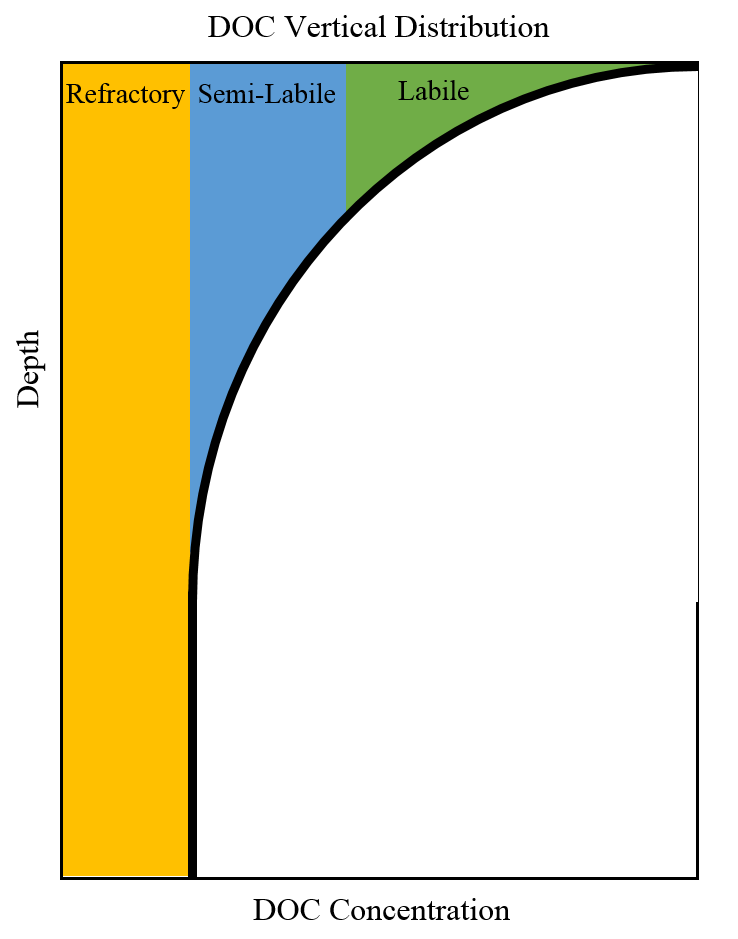
التغير في تركيبة الكربون العضوي المذاب مع العمق
توضح هذه الصورة التغير في تركيب الكربون العضوي المذاب مع العمق في المحيطات، حيث يقل تركيز المركبات سهلة التحلل في الطبقات العميقة، بينما تظل المركبات المقاومة للتحلل موزعة في جميع الطبقات.

### التوزيع

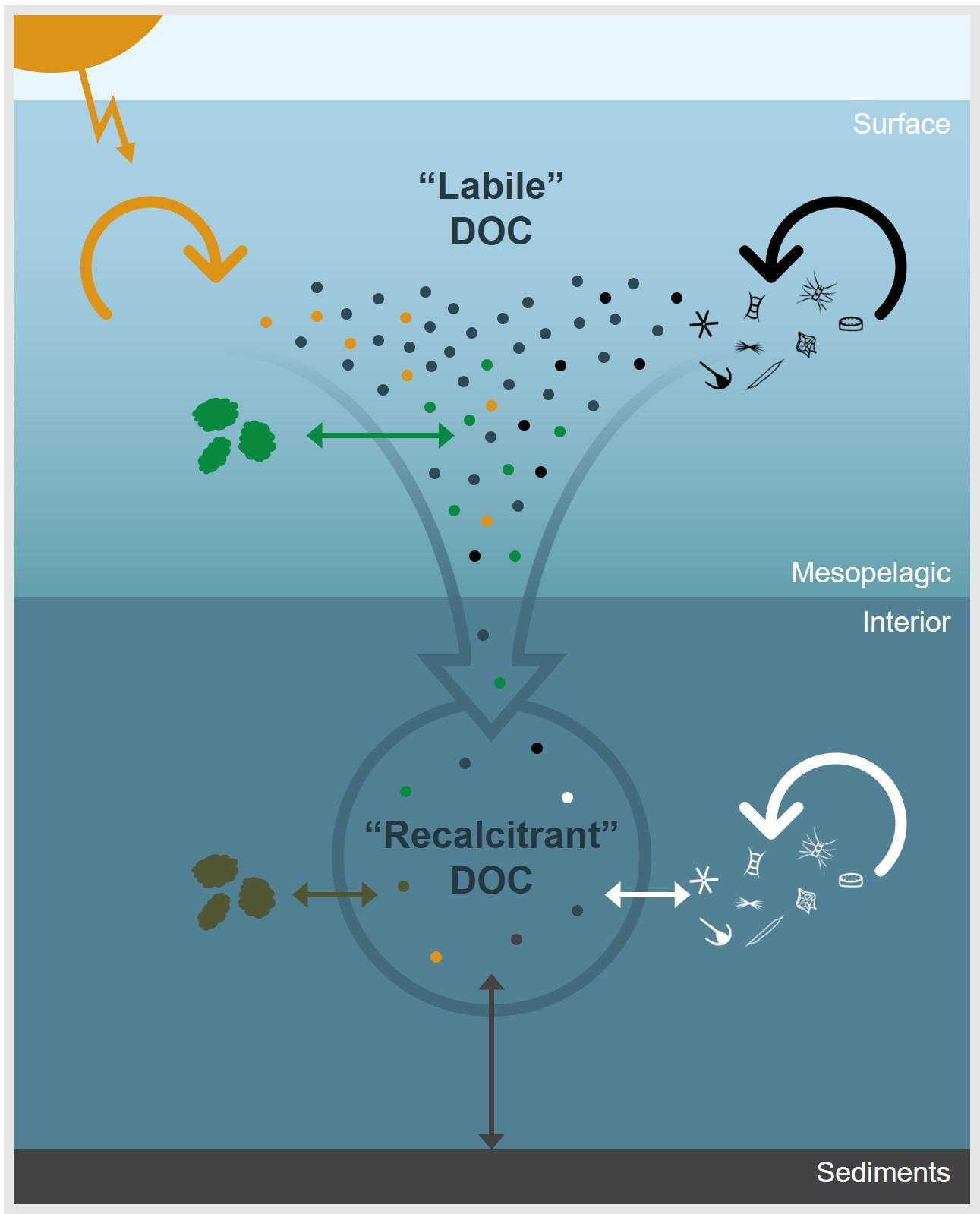
العمليات البيئية المؤثرة في مقاومة المادة العضوية الذائبة للتحلل في المحيطات — تمثل النقاط جزيئات DOC والأسهم العمليات الفيزيائية والكيميائية والبيولوجية التي تؤثر على تركيزه وتركيبه. في السطح، يُعاد تمعدن DOC الناتج عن الإنتاج الأولي بالتحلل الميكروبي (أسود)، التحلل الضوئي (أصفر)، أو تبادل الجزيئات (أخضر). نزولًا في عمود الماء، تُزال المكونات السهلة التحلل ويُخفف DOC عبر تبادل الجزيئات (بني)، انحلال الرواسب (رمادي)، وإعادة المعالجة الميكروبية (أبيض).

## التحلل والمقاومة
يمكن تصنيف المادة العضوية الذائبة (Dissolved Organic Matter) إلى جزء قابل للتحلل (Labile) وجزء مقاوم للتحلل (Recalcitrant) اعتمادًا على تفاعليتها. يُسمى الجزء المقاوم أيضًا الكربون العضوي المقاوم (refractory DOC)، ويُستخدم المصطلحان بالتبادل في هذا السياق. يختلف سلوك ودورة الكربون العضوي الذائب حسب مصدره وتركيبه؛ إذ يتحلل الجزء القابل للتحلل بسرعة عبر العمليات الميكروبية أو التحفيظ الضوئي، بينما يقاوم الجزء المقاوم التحلل وقد يبقى في المحيط لآلاف السنين. في المحيط الساحلي، تبدو المادة العضوية المنحدرة من مخلفات النباتات البرية أو التربة أكثر مقاومة للتحلل وبالتالي غالبًا ما تتصرف بشكل محافظ. كما يُنتَج الكربون العضوي المقاوم في المحيط عبر التحوّل البكتيري للجزء القابل للتحلل، مما يعيد تشكيل تركيبه

نظرًا للإنتاج المستمر والتحلل في النظم الطبيعية، يحتوي رصيد الكربون العضوي الذائب على طيف من المركبات ذات التفاعلية المختلفة، وقد قُسمت هذه المركبات إلى كسور من القابل للتحلل إلى المقاوم اعتمادًا على أزمنة الدوران، كما يوضح الجدول التالي:
| طيف رصيد الكربون العضوي الذائب من القابل للتحلل إلى المقاوم | طيف رصيد الكربون العضوي الذائب من القابل للتحلل إلى المقاوم | طيف رصيد الكربون العضوي الذائب من القابل للتحلل إلى المقاوم | طيف رصيد الكربون العضوي الذائب من القابل للتحلل إلى المقاوم |
| الكسر                                                       | الاختصار                                                    | زمن الدوران                                                 | المقدار                                                     |
| ----------------------------------------------------------- | ----------------------------------------------------------- | ----------------------------------------------------------- | ----------------------------------------------------------- |
| القابل للتحلل                                               | DOCL                                                        | ساعات إلى أيام                                              | < 200 Tg C                                                  |
| شبه قابل للتحلل                                             | DOCSL                                                       | أسابيع إلى أشهر                                             | ~600 Tg C                                                   |
| شبه مقاوم                                                   | DOCSR                                                       | عقود                                                        | ~1400 Tg C                                                  |
| المقاوم                                                     | DOCR                                                        | آلاف السنين                                                 | ~63000 Tg C                                                 |
| مقاوم للغاية                                                |                                                             | عشرات آلاف السنين                                           |                                                             |

يمكن ربط هذا النطاق الواسع لأزمنة الدوران بالتركيب الكيميائي والحجم الجزيئي للمركبات، إلا أن التحلل يعتمد أيضًا على الظروف البيئية (مثل المغذيات)، وتنوع السكان البكتيريين، وحالة التأكسد، وتوافر الحديد، وعلاقات الجسيمات المعدنية، ودرجة الحرارة، والتعرض لأشعة الشمس، والإنتاج البيولوجي للمركبات المقاومة، وتأثير التخفيف أو التهييج لجزئيات محددة؛ فعلى سبيل المثال، يتحلل اللجنين في التربة الهوائية لكنه يظل مقاومًا في الرواسب البحرية اللاهوائية. وتُبيّن هذه الأمثلة اختلاف التوفر البيولوجي باختلاف خصائص النظام البيئي، وحتى المركبات القديمة والمقاومة، مثل المركبات الأليفاتية الحلقية الغنية بالكربوكسيل، قد تتحلل في البيئات المناسبة

## الأنظمة البيئية الأرضية

### التربة
يشكّل الكربون العضوي الذائب أحد أكثر مخزونات الكربون فاعلية وحركية في البيئة، وله دور مهم في الدورة الكربونية العالمية. ويؤثر وجوده في التربة على الشحنة الكهربائية السالبة، وعملية نزع النتروجين، والتفاعلات الحمضية-القاعدية، ونقل العناصر الغذائية (الكاتيونات)، وتثبيت المعادن الثقيلة والملوثات الصناعية (الزينوبيوتيك).
تتعدد مصادر المادة العضوية الذائبة في التربة (DOM)، ومنها الكربون الجوي الذائب في مياه الأمطار، ومخلفات النباتات والمحاصيل، والسماد العضوي، وإفرازات الجذور، وتحلل المادة العضوية في التربة (SOM). وتعتمد وفرة DOM في التربة على تفاعلاتها مع المكونات المعدنية مثل الطين وأكاسيد الحديد والألمنيوم، من خلال عمليات الامتزاز والإزاحة. كما تتأثر هذه التفاعلات بخصائص التربة، وأنماط استخدامها، والإدارة الزراعية.
خلال تحلل المادة العضوية، يُفقد معظم الكربون على هيئة CO₂ نتيجة الأكسدة الميكروبية. وتشمل العوامل المؤثرة في فقدان DOM من التربة نوع التربة، وانحدار السطح، وعمليات الرشح والجريان السطحي. وفي الترب جيدة الصرف، يمكن أن تصل كميات الكربون العضوي الذائب إلى المياه الجوفية، حاملة معها مغذيات أو ملوثات. كما يمكن للجريان السطحي نقل المادة العضوية الذائبة إلى الأنهار والبحيرات.

### المياه الجوفية
تقوم مياه الأمطار والمياه السطحية بترشيح الكربون العضوي الذائب من الغطاء النباتي ومخلفات النباتات، ثم ينفذ إلى طبقات التربة وصولاً إلى المنطقة المشبعة. وأثناء انتقاله، تتغير خصائص DOC بفعل عمليات فيزيائية وكيميائية وبيولوجية مثل الامتزاز، والإزاحة، والتحلل الحيوي، والتخليق الحيوي.
تتفاعل الجزيئات الكارهة للماء مع المعادن وتبقى في التربة لفترة أطول من الجزيئات المحبة للماء. وتعتمد مدة بقاء الجزيئات على حجمها، وقطبيتها، وشحنتها، وقابليتها الحيوية. وتتعرض المركبات القابلة للتحلل الحيوي إلى تفكك ميكروبي يُنتج مركبات جديدة، يُضاف بعضها إلى خزان الكربون العضوي الذائب في المياه الجوفية.

## النظم البيئية للمياه العذبة
يتواجد الكربون المائي في شكلين رئيسيين: عضوي وغير عضوي. الكربون العضوي يشمل مركبات عضوية ناتجة من المخلفات أو الإنتاج الأولي، وينقسم إلى:
- الكربون العضوي الجزيئي (POC): جزيئات أكبر من ٠.٤٥ ميكرومتر
- الكربون العضوي الذائب (DOC): جزيئات أصغر من ٠.٤٥ ميكرومتر

يشكل DOC عادة ٩٠٪ من الكربون العضوي في المياه، وتتراوح تركيزاته بين ٠.١ إلى أكثر من ٣٠٠ ملغم/لتر.
أما الكربون غير العضوي، فينقسم إلى:
- الكربون غير العضوي الجزيئي (PIC): غالبًا كربونات مثل CaCO₃
- الكربون غير العضوي الذائب (DIC): يشمل كربونات، بيكربونات، CO₂، وحمض كربوني (بنسبة ضئيلة)

تتفاعل هذه الأشكال ضمن توازنات تعتمد على حموضة الماء (pH). وتحدث تحولات بين DOC وPOC، مثل التفكك والتخثر، وكذلك بين الكربون العضوي وغير العضوي من خلال عمليات التنفس والتمثيل الضوئي.
ينشأ DOC أيضًا من النباتات المائية (macrophytes)، التي قد تسهم بنسبة ١–٢٠٪ من إجمالي DOC في الأنهار. ويمثل النظام النهري مسارًا لنقل الكربون من اليابسة إلى المحيط، عبر الدفن في الرسوبيات أو انبعاث CO₂. تُعد الأنظمة المائية الداخلية ثاني أكبر خزان للكربون في أوروبا بعد الغابات.

#### العوالق النباتية

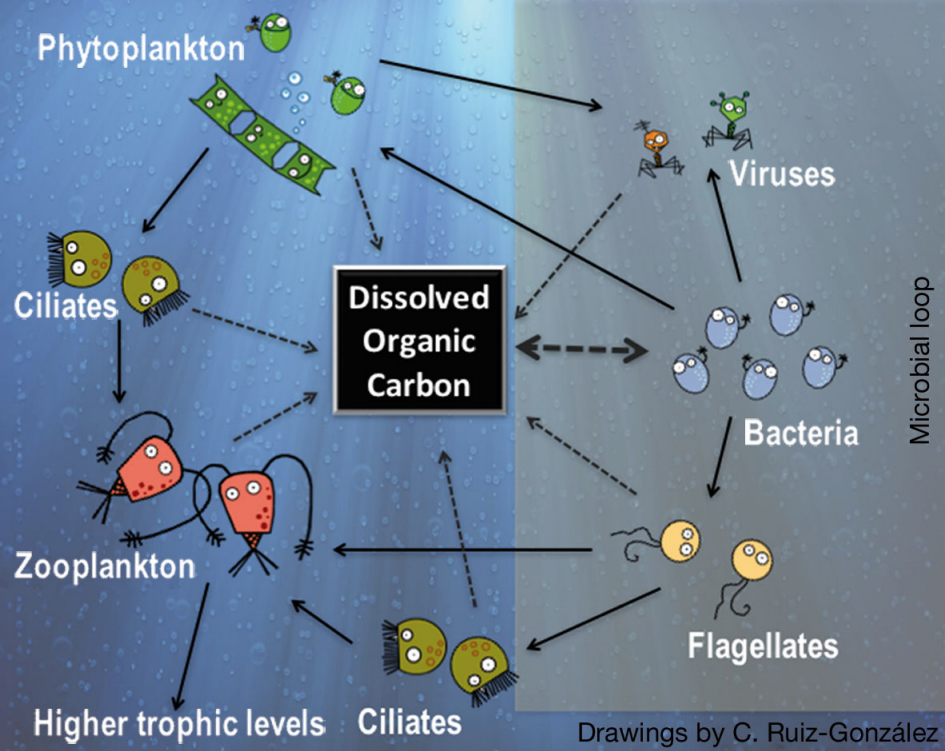
الشبكة الغذائية الميكروبية المبسطة في المحيط المشمس على اليسار: التدفق الكلاسيكي للكربون من الطحالب إلى المستويات الأعلى.
على اليمين: الحلقة الميكروبية حيث تستخدم البكتيريا DOC لتكوين كتلتها الحيوية التي تنتقل للبروتيستات وتعود للدورة الكلاسيكية.

#### البكتيريا والفيروسات

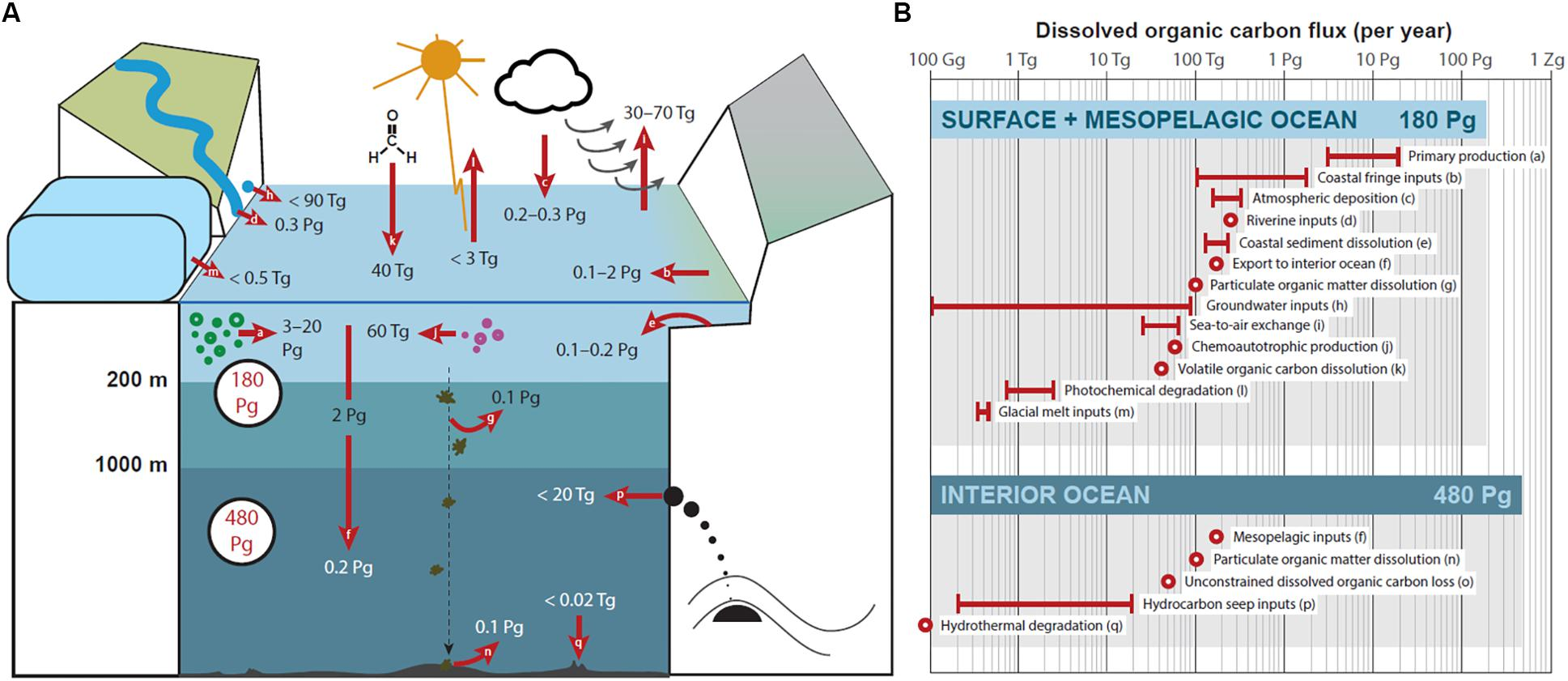
تدفقات الكربون العضوي الذائب في سطح، البحر المتوسط، والمحيط الداخلي تظهر الأسهم تدفقات DOC، والقيم بالأحرف مرتبطة بالمصادر والمصارف في الرسم البياني المقابل.

#### الرواسب البحرية

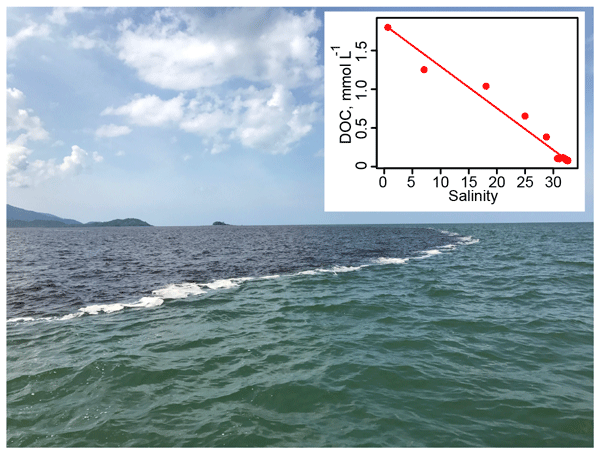
مياه نهر مستنزف من مستنقع الطحالب (peatland) تتدفق إلى المياه الساحلية جنوب شرق آسيا تضم أحد أكبر مخازن مستنقعات الطحالب الاستوائية في العالم وتمثل حوالي 10% من تدفق الكربون العضوي الذائب (DOC) من اليابسة إلى البحر على مستوى العالم. تحمل الأنهار في هذه المنطقة تركيزات عالية من المادة العضوية الذائبة الملونة (CDOM)، كما هو موضح في التقاء مياه الأنهار بمياه الرف المحيطي.

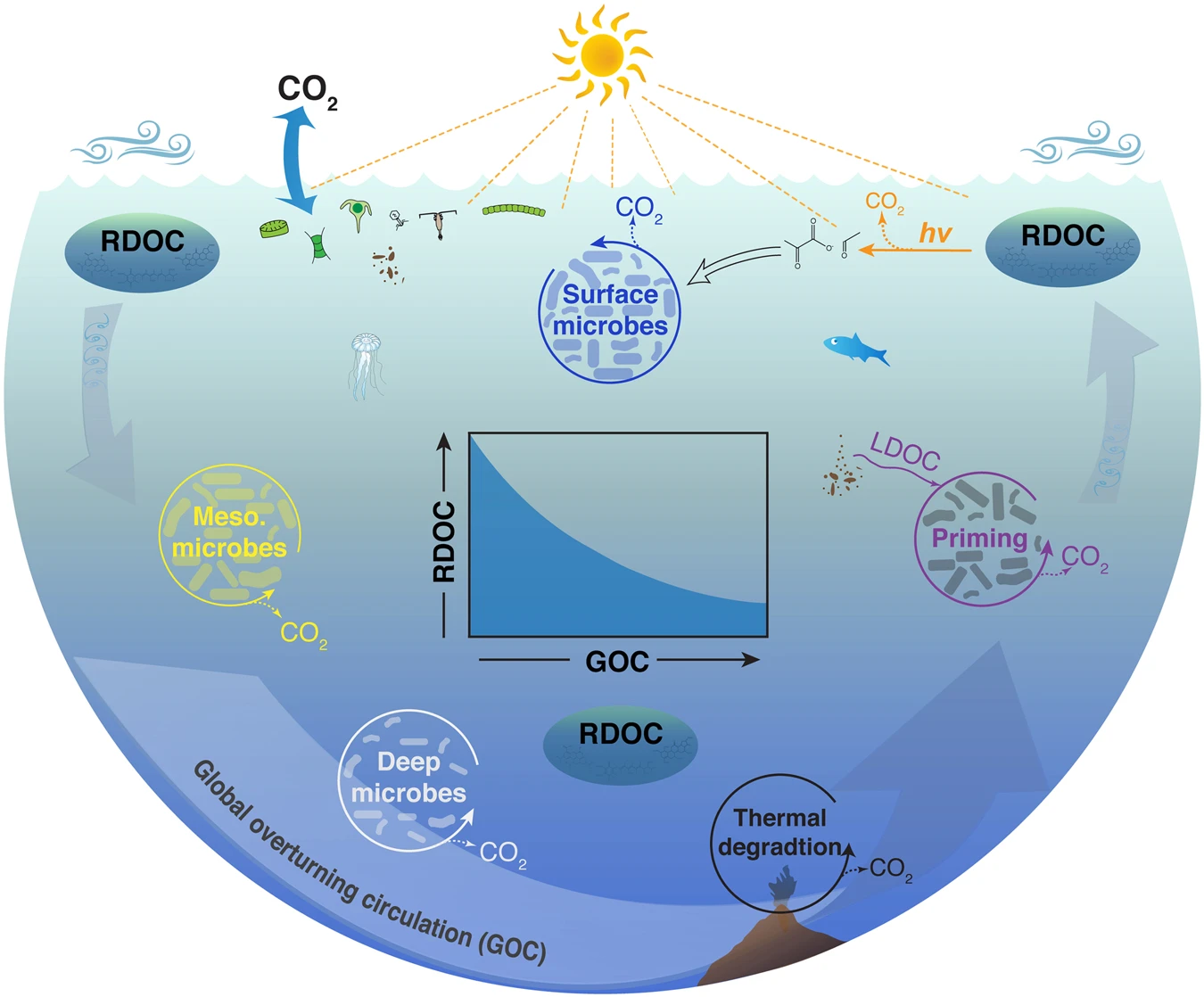
إزالة المادة العضوية الذائبة المقاومة للتحلل (refractory DOC) في المحيط — يوضح الرسم البياني كيف تُستهلك المادة العضوية الذائبة المقاومة للتحلل تدريجيًا أثناء انتقالها عبر المحيطات. تنتقل DOC من شمال المحيط الأطلسي إلى المحيط الهادئ الشمالي، حيث تُزال ببطء عبر العمليات البيولوجية والكيميائية، مما يؤدي إلى انخفاض تركيزاتها في أعماق المحيطات.